# Elói Zorzetto
Elói Francisco Zorzetto (Veranópolis, 28 de mayo de 1959) es un periodista brasileño.
Es el presentador y editor en jefe de RBS Notícias, del canal RBS TV, afiliada a la Rede Globo en Río Grande del Sur.
Se graduó de periodista por la Unisinos, en 1984, aunque en 1978 haya entrado a la Facultad de Derecho. Dos años después, entró en la Facultad de Comunicación Social, tras descubrir su pasión por el periodismo, optando así por el curso.
Comenzó a trabajar en el Grupo RBS en el año 1978, presentando el  Jornal do Almoço. En 1978, comenzó a presentar la sección deportes en el Jornal do Almoço con Celestino Valenzuela y actuaba en la Radio Gaúcha FM, que en 1981 se transformó en Atlántida FM (donde quedó hasta 1988). Desde 1988 presenta diariamente el Noticiero RBS Noticias. Además del Jornal do Almoço y del noticiero RBS Noticias, Elói Zorzetto presentó el Bom Dia Rio Grande y el extinto Jornal da RBS.
Además de la televisión, Zorzetto también pasó por Rádio Gaúcha FM y AM, ambas del Grupo RBS.
Es casado con Ana Rita Estivalet Zorzetto, con quien tiene dos hijos: Thiago y Carolina.
Fue premiado con el Premio Jayme Sirotsky de Periodismo y Entretenimiento, por el reportaje de TV sobre las Jubilaciones.